# Olga Schoberová

Olga Schoberová.

Olga Schoberová, född 15 mars 1943 i Prag, är en tjeckisk skådespelare. Schoberová började sin bana som modell och upptäcktes då av regissören Antonín Kachlík som gav henne en roll i filmen Bylo nás deset (översatt Vi var tio). Under 1960-talet medverkade hon i flera populära filmer, till exempel västernparodin Lemonade Joe (1964) eller Kdo chce zabít Jessii? (1966). Hon har inte spelat in film sedan 1990.
Hon fotograferades för tidningen Playboy 1964 vilket stärkte hennes image som sexsymbol. På 1970-talet var hon gift med den amerikanska filmproducenten John Calley och bodde med honom i Hollywood.

## Filmografi, urval
- 1964 – Lemonade Joe
- 1964 – En narrkrönika (ej krediterad)
- 1966 – Kdo chce zabít Jessii?
- 1966 – Flám
- 1967 – 25:e timman (ej krediterad)
- 1971 – Pane, vy jste vdova!
- 1978 – Nick Carter - världens deckare